# Piña (tela filipina)

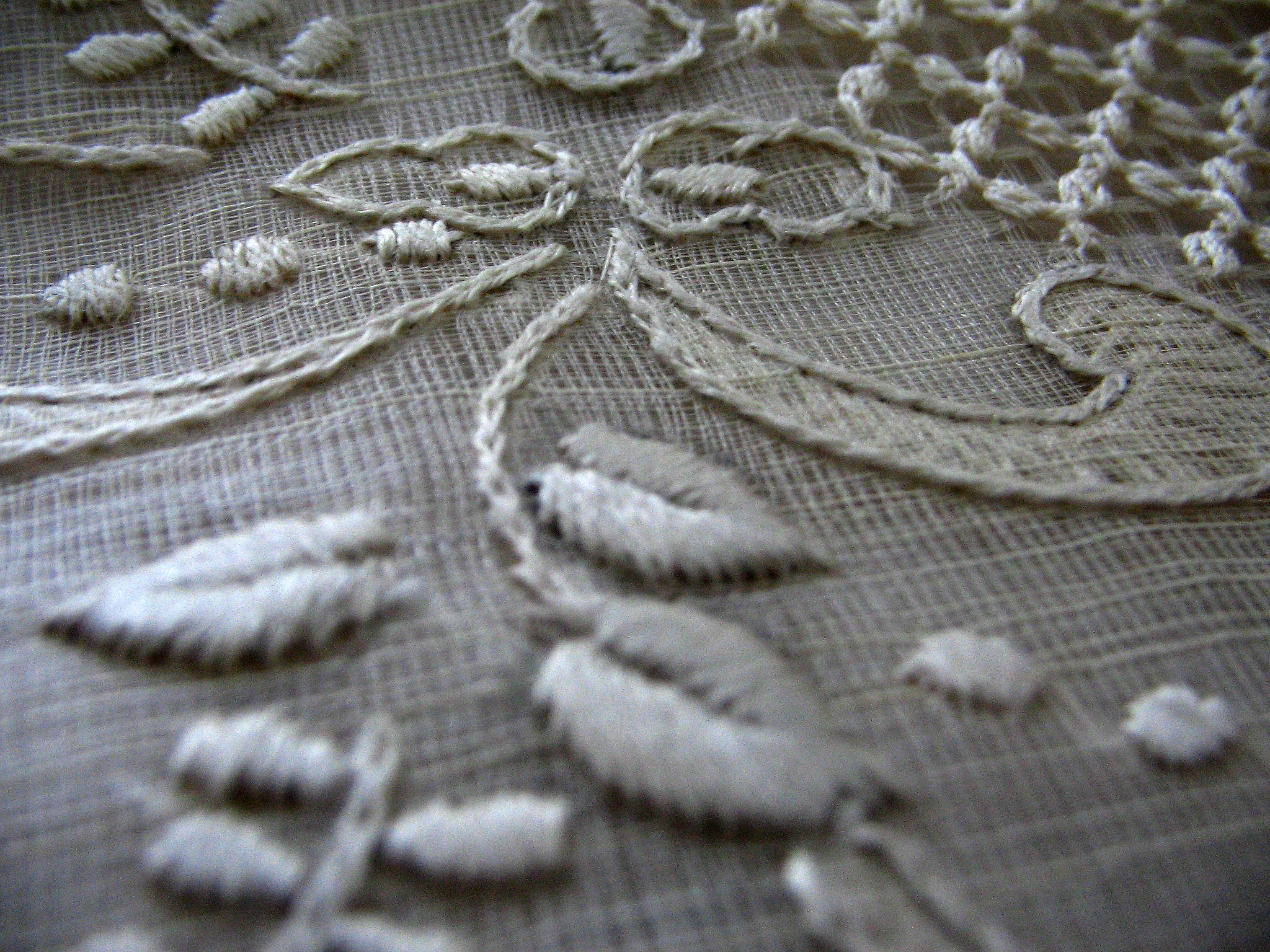
Vista en primer plano del bordado en un tagalog barong elaborado con fibra de piña.

La piña (nombre filipino), de ahora en adelante tela de piña o fibra de piña, es una tela tradicional de Filipinas hecha a partir de fibra de hojas de la piña o ananá (Ananas comosus). Las piñas se han cultivado ampliamente en Filipinas desde su importación en el siglo XVII desde Sudamérica. Sus hojas se usan para tejer textiles de lujo brillantes con forma de encaje conocidos como nipis. El nombre es un calco del español «piña».
En febrero de 2018, la Comisión Nacional para la Cultura y las Artes, junto con el gobierno provincial de Aclán, iniciaron el proceso de nominación del tejido Kalibo, a base de fibra de piña, en las Listas del Patrimonio Cultural Inmaterial de la UNESCO .

## Historia

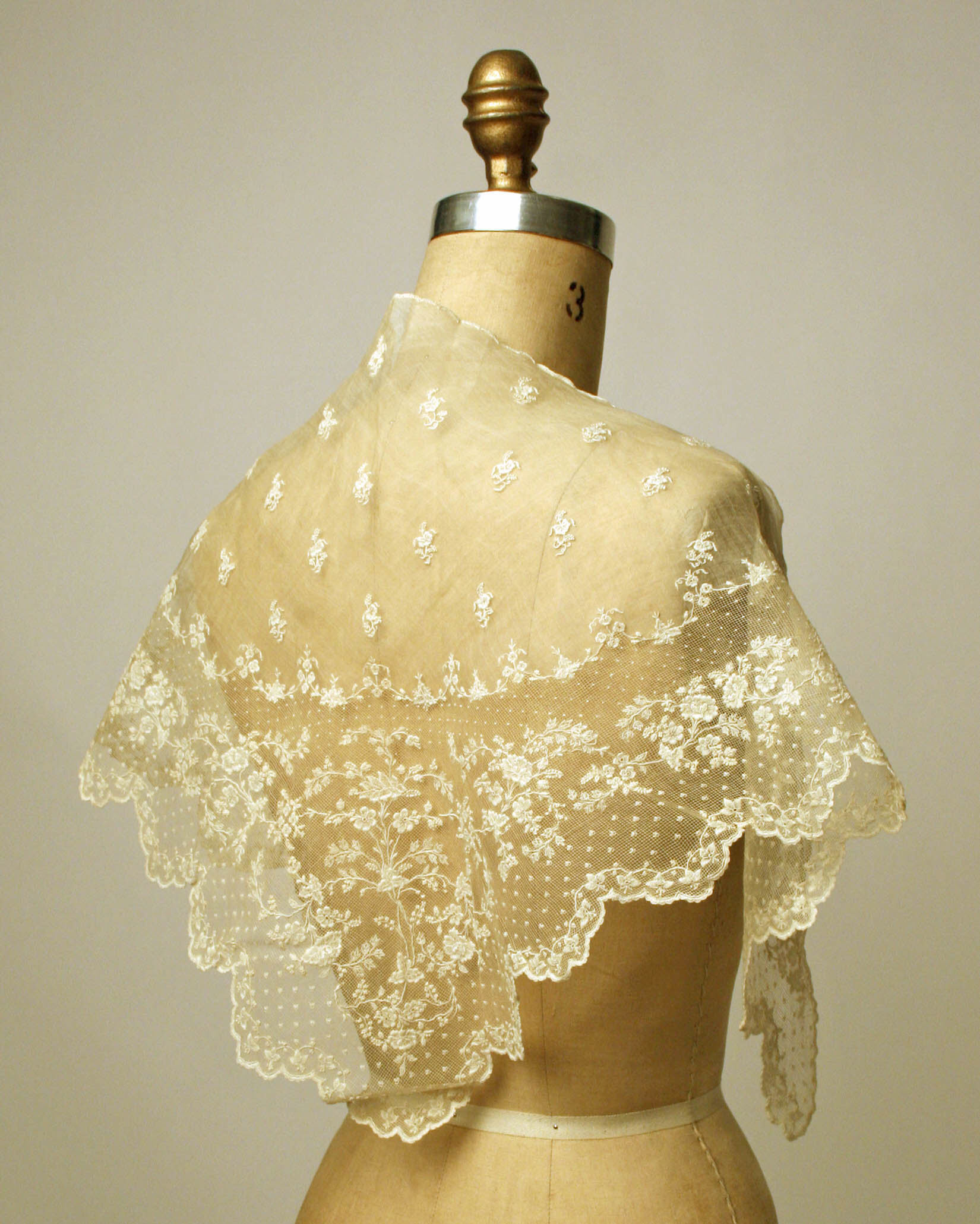
Pañuelo de principios del siglo XIX en el Museo Metropolitano de Arte elaborado con fibra de piña y lino

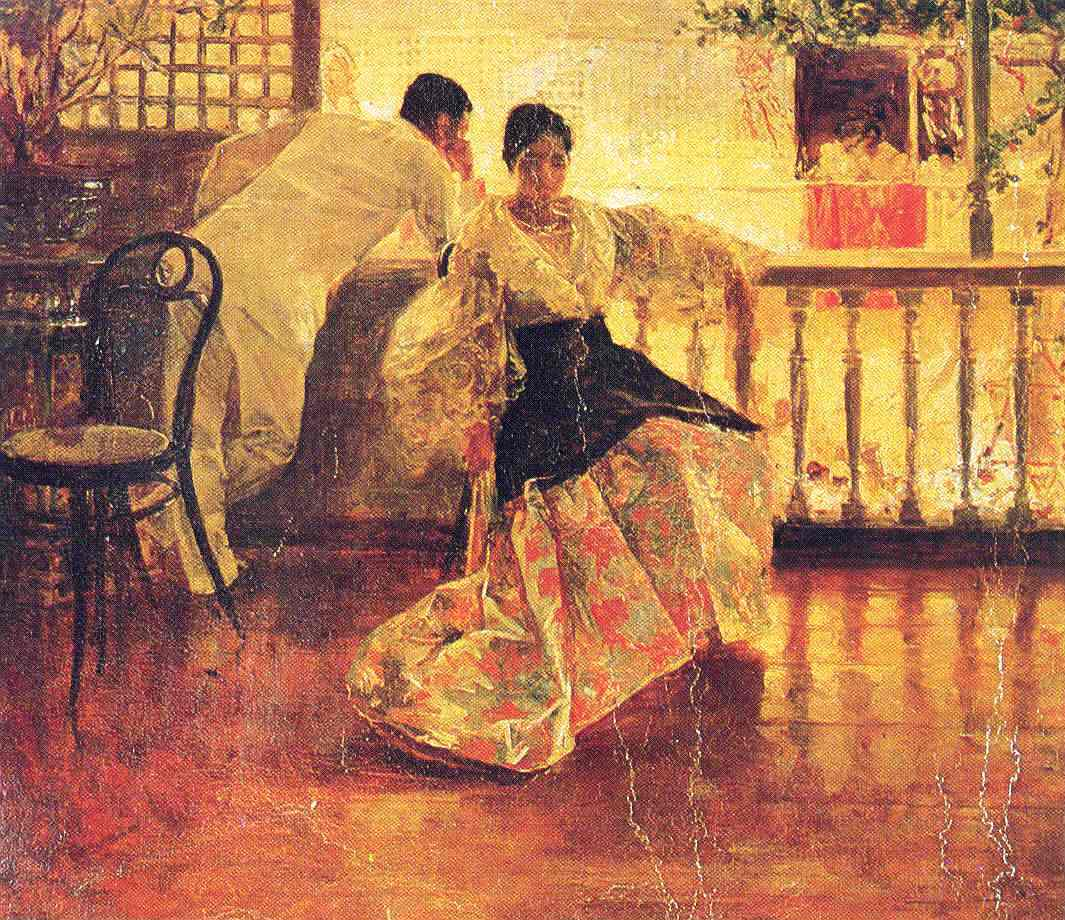
Tampuhan (1895), pintura de Juan Luna donde se ve a una filipina con el tradicional traje de mestiza, que estaba hecho en gran parte de fibra de piña

Las piñas fueron introducidas por los españoles a Filipinas durante la época colonial española. El cultivar conocido actualmente como Red Spanish comenzó a cultivarse para la industria textil ya en el siglo XVII. Las técnicas de extracción y tejido fueron adaptaciones directas de las tradiciones nativas de tejido usadas para obtener fibra de abacá, que tiene una textura similar. Las fibra de piña se tejían en lustrosas telas nipis visualmente similares a los encajes, decoradas con intrincados bordados florales. Hay dos tipos de bordados: calado y sombrado.
La tela fue una exportación de lujo de Filipinas durante el período colonial español y ganó el favor de la aristocracia europea en los siglos XVIII y XIX. Las telas de Nipis eran consideradas exóticas y suntuosas. Los usos notables por parte de la realeza incluyen el vestido bautismal del Rey Alfonso XIII presentado como regalo por el Papa Pío X (ahora en el Museo del Traje); un pañuelo de fibra de piña entregado como regalo de bodas a la princesa Alejandra de Dinamarca en su matrimonio con el Rey Eduardo VII; así como una enagua y ropa interior para la Reina Victoria. El marqués de Yriarte (entonces gobernador de La Laguna) encargó también un vestido inacabado estilo María Clara para la Reina Isabel II, que abdicó en 1870. Numerosos ejemplos de textiles de fibra de piña bordados del siglo XIX se encuentran en las colecciones de varios museos de todo el mundo, aunque su historia sigue siendo poco estudiada en la literatura académica.
La fibra de piña es localmente utilizada en Filipinas para elaborar diversas prendas tradicionales: el tagalog barong para hombres, el baro't saya y el traje de mestiza para mujeres, fueron prendas que históricamente han vestido a la clase alta filipina. También son de fibra de piña los pañuelos (llamados así también en Filipinas, como calco del español), usados únicamente por mujeres. La fineza y porosidad de la tela es ideal para el clima tropical de las islas. La industria fue destruida en la Segunda Guerra Mundial y solo ahora está comenzando a revivir.
También se desarrollaron numerosos platos a base de piña en Filipinas como resultado de la industria textil de la piña. Estos incluyen ingredientes y platos tradicionales como vinagre de piña, hamonado, afritada y pininyahang manok. Otro subproducto notable es un postre tradicional gelatinoso llamado nata de piña, que se produce en Filipinas desde el siglo XVIII.

## Métodos de producción

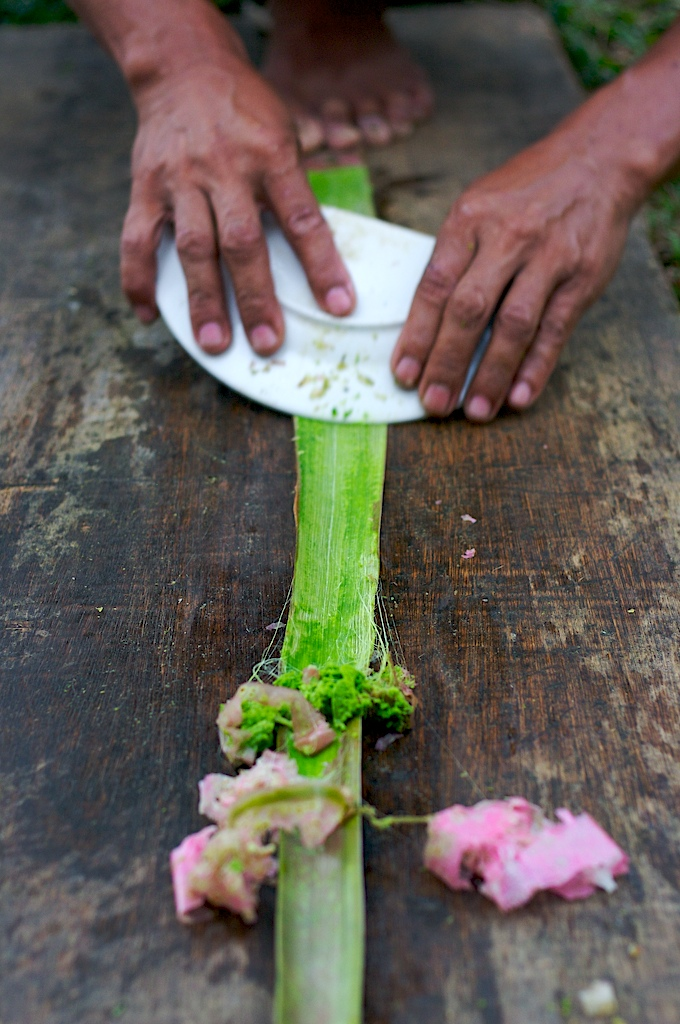
Hoja de piña siendo raspada para obtener las fibras.

La hoja se corta y se separa de ella la fibra. Éstas son largas y algo rígidas. Cada hebra de la fibra de piña se raspa a mano y se anuda una a una para formar un filamento continuo tejido a mano, convirtiéndose en una tela de piña.

## Productores
La ciudad de Kalibo, en la provincia de Aclán, es el principal y más antiguo fabricante de telas de piña en Filipinas, que se exportan a varias partes del mundo, especialmente a América del Norte y Europa. El tejido de fibra de piña es una tradición milenaria que recientemente se revivió en los últimos 20 años.
La seda de piña fue considerada la reina de las telas filipinas y se considera la tela elegida por la élite filipina. Durante la cumbre de la APEC de 1996 celebrada en Filipinas, los líderes mundiales se vistieron con barongs tagalog hechos de fibra de piña y procedente de Kalibo durante la foto de grupo.
Entre los productores se encuentran La Herminia Piña Weaving Industry, Malabon Pina Producers and Weavers Association, Reycon's Piña Cloth and Industry y Rurungan sa Tubod Foundation.

## Usos
La tela de piña se caracteriza por ser liviana pero rígida, con una apariencia transparente y una textura suave como la seda. En los tiempos modernos, se utiliza sobre todo para fabricar las prendas nacionales de Filipinas, el barong tagalog y el baro't saya, así como otras prendas formales de Filipinas. También se utiliza para mantelería, bolsos, tapetes y otras prendas de vestir.

## Galería

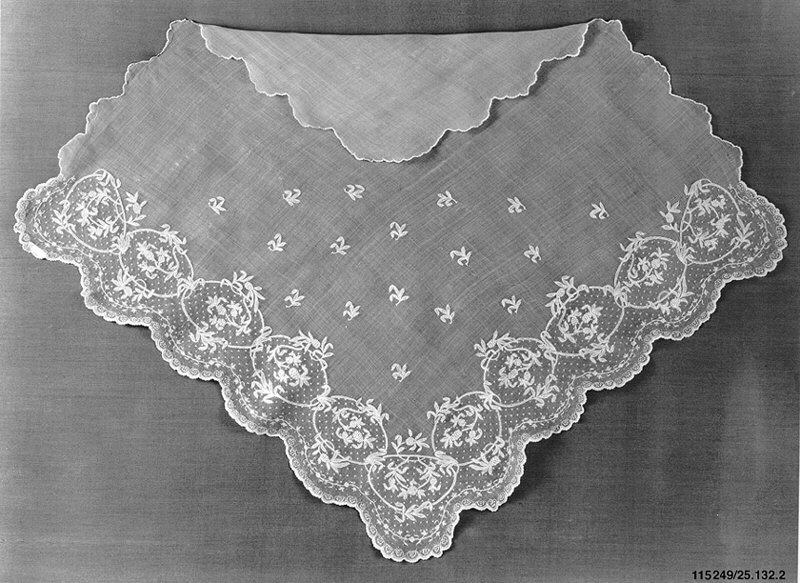
Pañuelo de principios del siglo XIX en el Museo Metropolitano de Arte elaborado con piña y lino
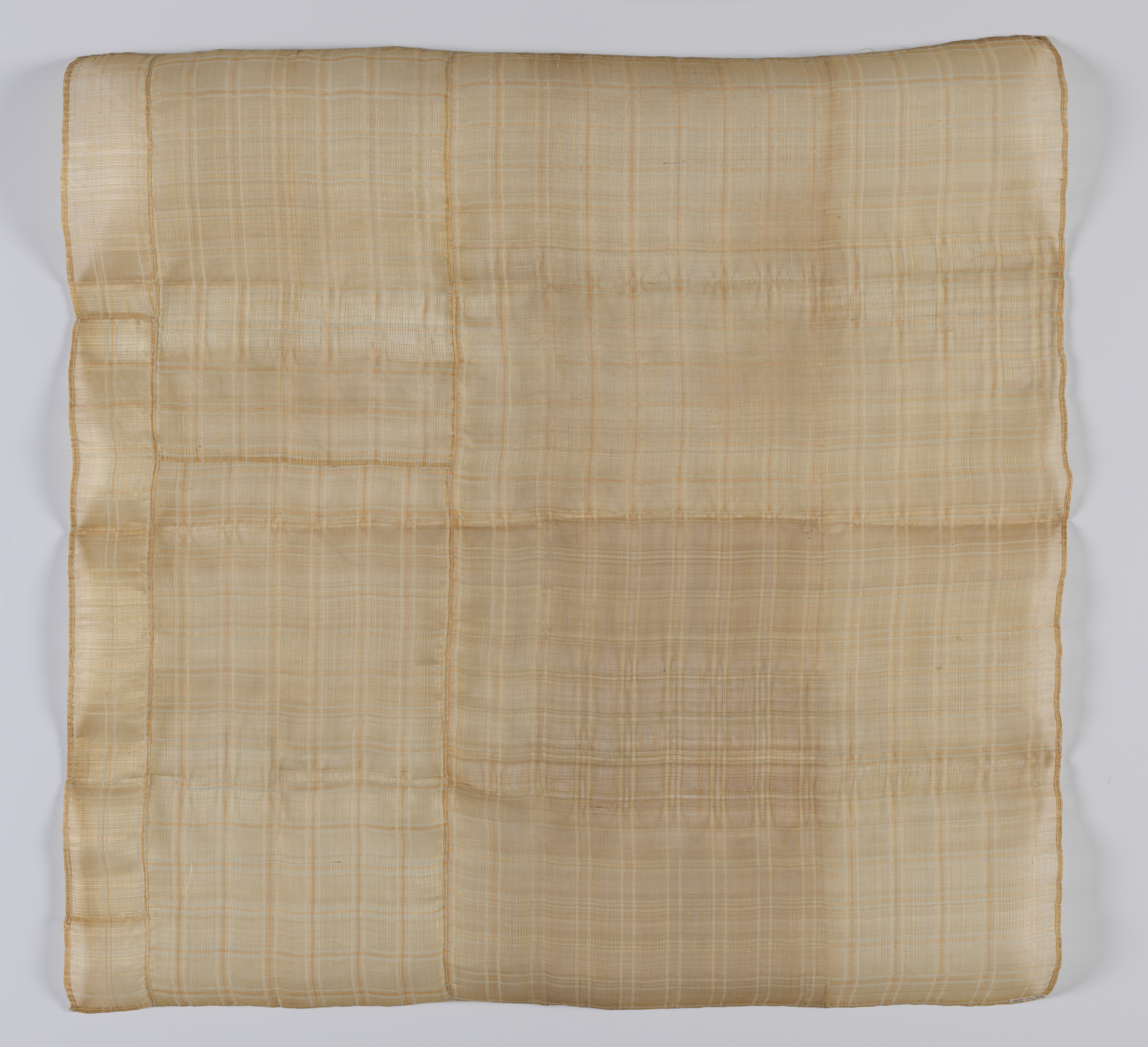
Textil de algodón y piña del siglo XIX en Cooper Hewitt, Smithsonian Design Museum
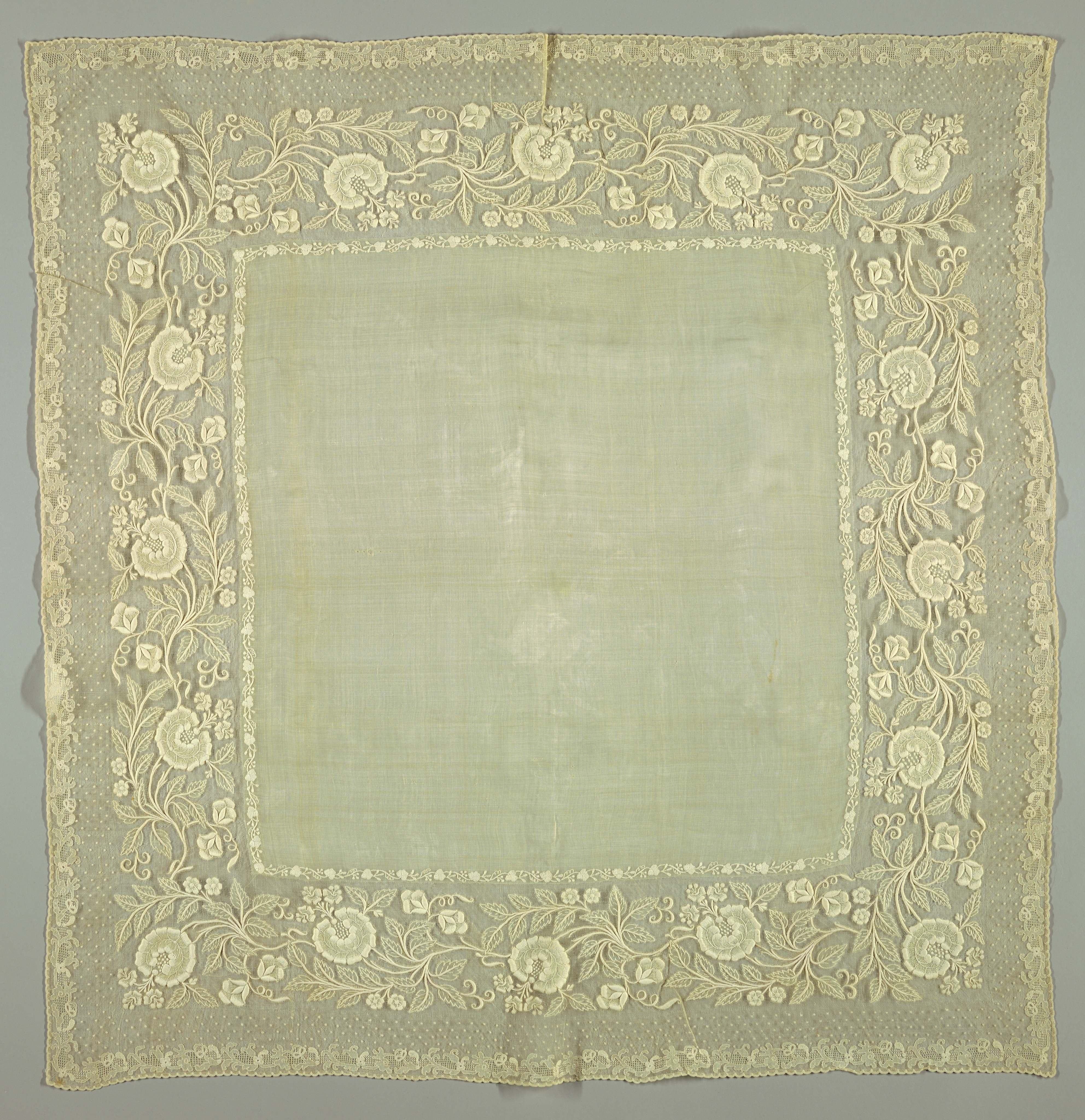
Pañuelo de piña del siglo XIX con bordado de algodón
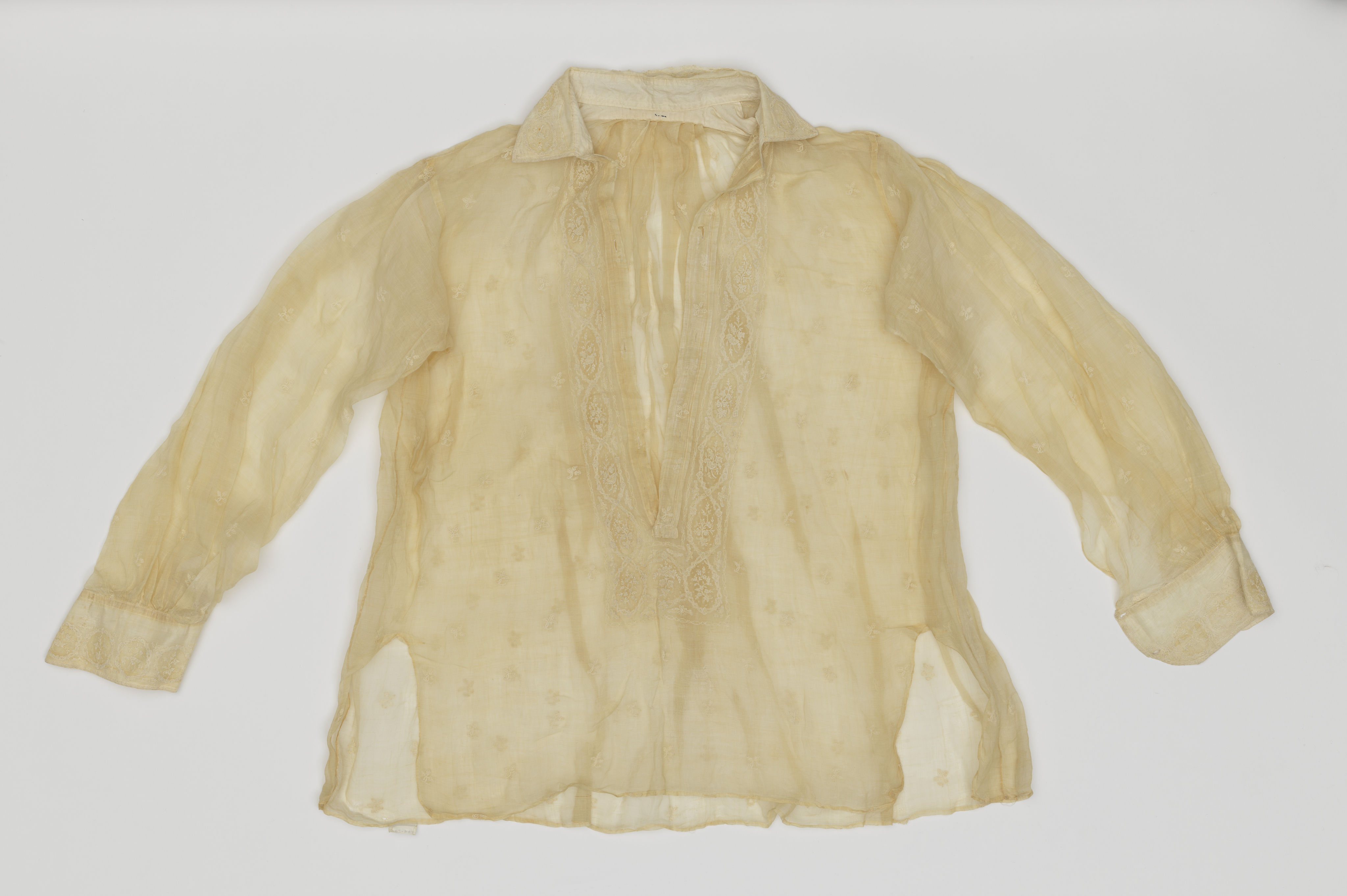
Barong tagalog del siglo XIX hecho de piña y algodón
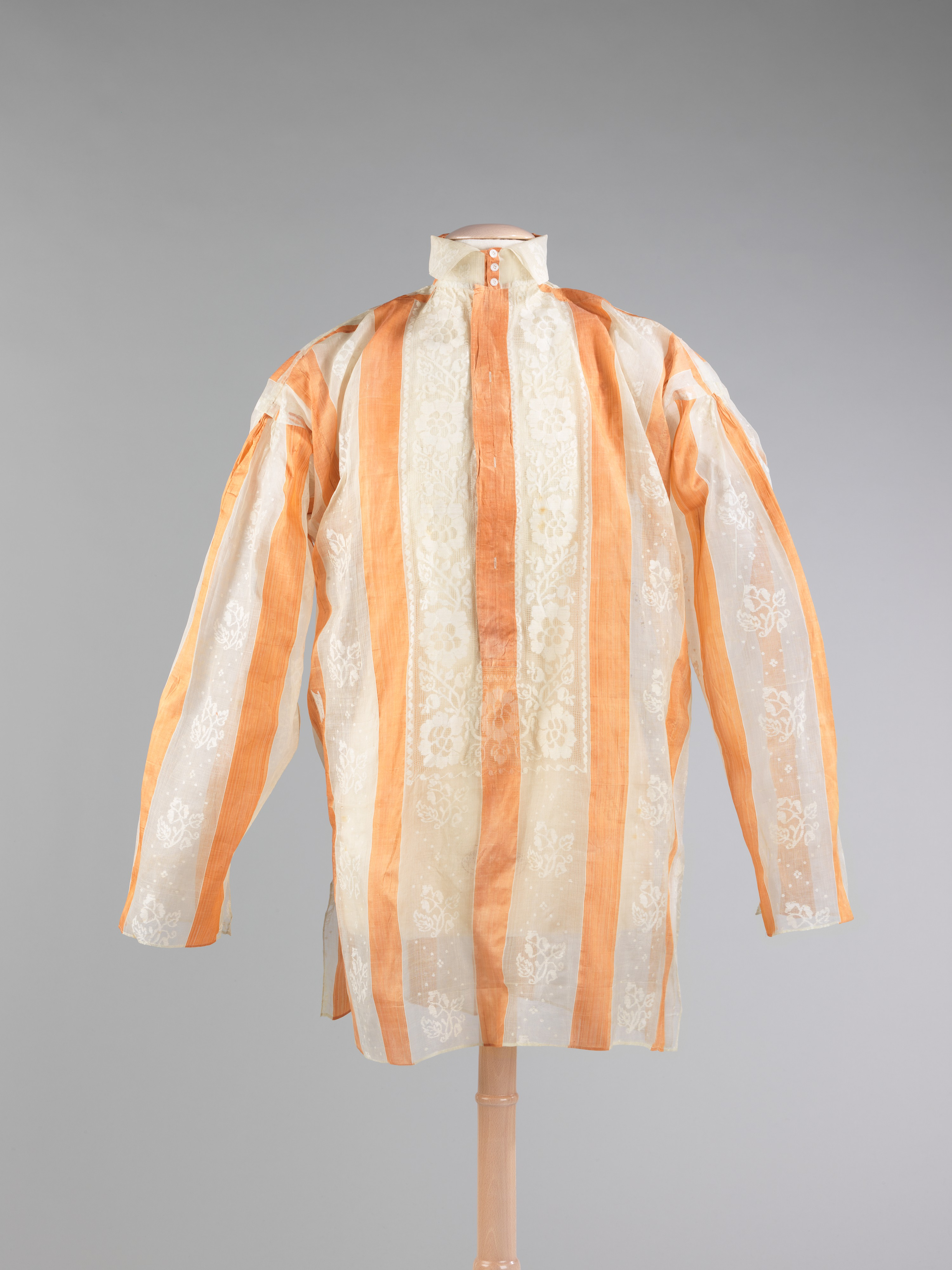
Barong tagalog rayado de principios del siglo XIX hecho de piña
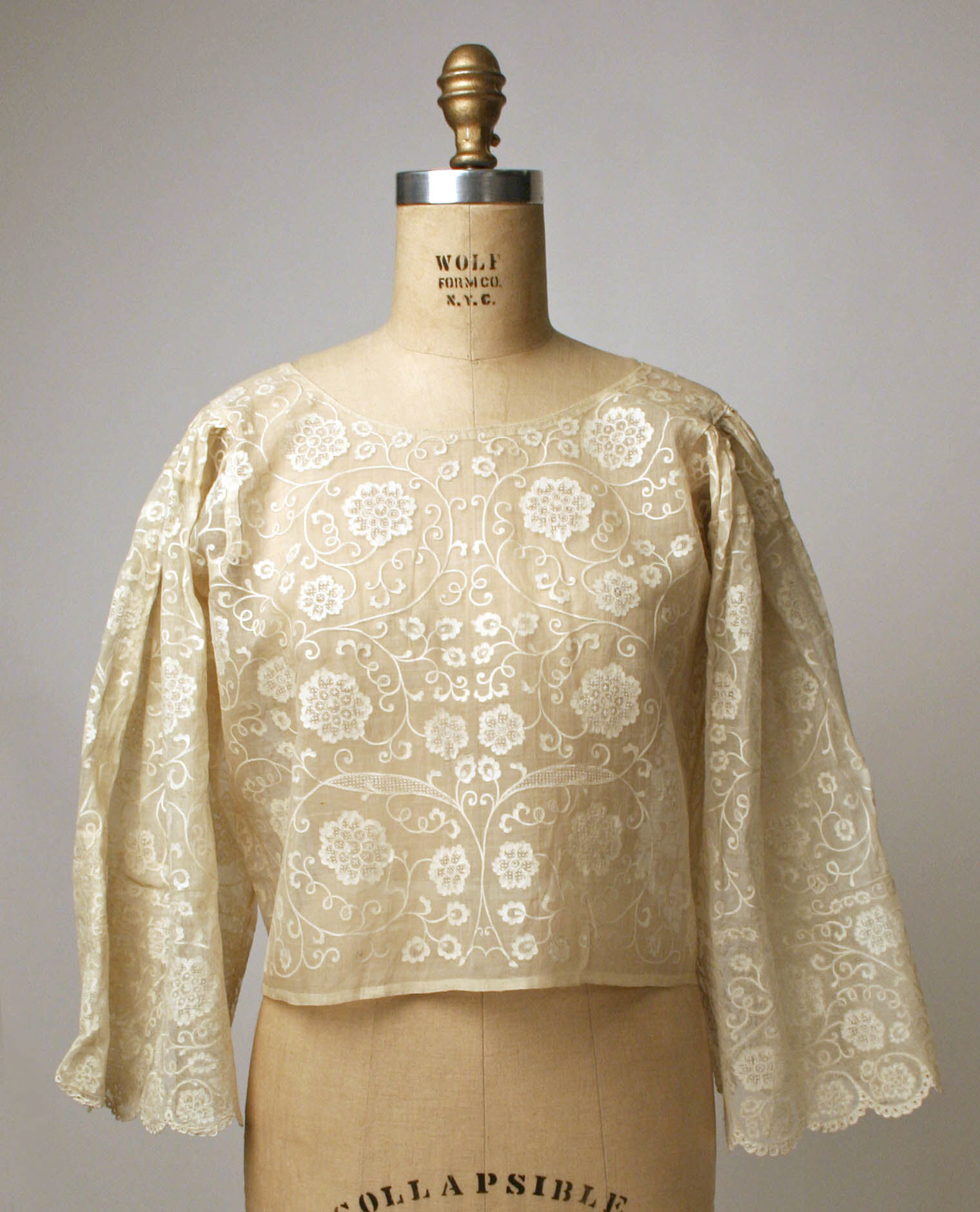
Camisa principios del siglo 19 (blusa de las mujeres) a base de piña y el algodón
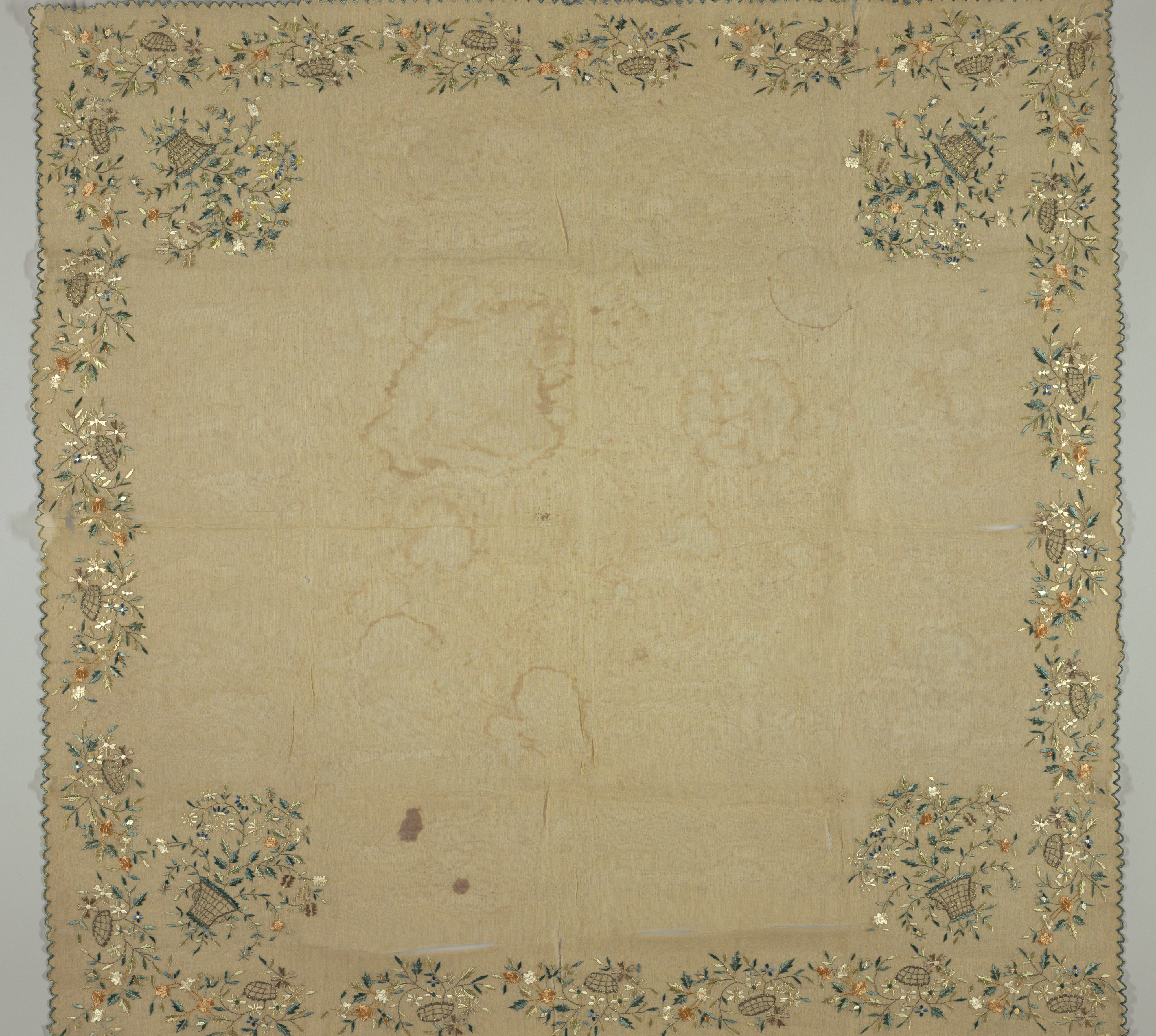
Pañuelo del siglo XIX con bordado de hilo de seda y plata